# Benshausen
Benshausen é uma localidade e antigo município da Alemanha localizado no distrito de Schmalkalden-Meiningen, estado da Turíngia. Desde 1 de janeiro de 2019, forma parte da cidade de Zella-Mehlis.

## Demografia
Evolução da população (em 31 de dezembro):
| - 1994: 2669 - 1995: 2683 - 1996: 2692 - 1997: 2710 | - 1998: 2725 - 1999: 2714 - 2000: 2721 - 2001 - 2755 | - 2002: 2721 - 2003: 2729 - 2004: 2700 |

 Fonte: Thüringer Landesamt für Statistik